# أوريليا سبنسر روجرز
أوريليا سبنسر روجرز (بالإنجليزية: Aurelia Spencer Rogers)‏ هي سفرجات أمريكية، ولدت في 4 أكتوبر 1834، وتوفيت في 19 أغسطس 1922.